# ویکتور سیبولنکو
ویکتور سیبولنکو (اوکراینی: Віктор Сергійович Цибуленко؛ ۱۳ ژوئیه ۱۹۳۰ – ۱۹ اکتبر ۲۰۱۳) پرتاب‌گر نیزه اهل اتحاد جماهیر شوروی سوسیالیستی بود.
وی در مسابقات کشوری و بین‌المللی در مجموع برندهٔ ۱ مدال طلا، ۱ مدال برنز شده‌است.